# Bryngelsdalen
Bryngelsdalen este o arie protejată (arie specială de conservare — SAC, sit de importanță comunitară — SCI, arie de protecție specială avifaunistică — SPA) din Suedia întinsă pe o suprafață de 165,6 ha, integral pe uscat.

## Localizare
Centrul sitului Bryngelsdalen este situat la coordonatele 59°36′37″N 11°44′39″E / 59.6103°N 11.7443°E.

## Înființare
Situl Bryngelsdalen a fost declarat sit de importanță comunitară în ianuarie 2002 pentru a proteja 1 specie de plante și 9 specii de animale. Alte tipuri de protecție:
- arie de protecție specială avifaunistică (în ianuarie 2002)[2]
- arie specială de conservare (în martie 2011)[1][3][4]

## Biodiversitate
Situată în ecoregiunea boreală, aria protejată conține 4 habitate naturale: Taiga vestică, Mlaștini turboase de tranziție și turbării mișcătoare, Turbării active, Mlaștini împădurite.
La baza desemnării sitului se află mai multe specii protejate:
- plante (1): Buxbaumia viridis
- păsări (8): minunița (Aegolius funereus), cocoșul de mesteacăn (Bonasa bonasia), ciocănitoare neagră (Dryocopus martius), ciuvică (Glaucidium passerinum), ciocănitoare de munte (Picoides tridactylus), ciocănitoare verzuie (Picus canus), cocoșul de mesteacăn (Tetrao tetrix tetrix),  cocoș de munte (Tetrao urogallus)
- mamifere (1): râs eurasiatic (Lynx lynx)